# 放課後はミステリーとともに
『放課後はミステリーとともに』（ほうかごはミステリーとともに）は、東川篤哉による日本の推理小説（ユーモアミステリ）。鯉ヶ窪学園探偵部シリーズの番外編。単行本が2011年2月18日、文庫本（実業之日本社文庫）が2013年10月4日、児童書（実業之日本社ジュニア文庫）が2021年1月29日に発売された。2011年にラジオドラマ化・ドラマCD化、2012年に漫画化・テレビドラマ化された。
また、続編『探偵部への挑戦状 放課後はミステリーとともに』の単行本が2013年10月26日、文庫本（実業之日本社文庫）が2016年10月5日に発売された。2014年にラジオドラマ化された。

## 収録作品

### 放課後はミステリーとともに
『月刊ジェイ・ノベル』（実業之日本社）にて不定期に掲載された。児童書には「霧ケ峰涼の放課後」「霧ケ峰涼の屋上密室」は未収録。第1話は事件関係者が全員往年の巨人軍投手と同姓であるなど、メインの論理パズルとは別のところに細かい遊びも仕込まれている。
- 霧ケ峰涼の屈辱（2003年6月号）
- 霧ケ峰涼の逆襲（2005年1月号）
- 霧ケ峰涼と見えない毒（2006年8月号、「霧ケ峰涼の見えない毒」を改題）
- 霧ケ峰涼とエックスの悲劇（2008年1月号）
- 霧ケ峰涼の放課後（2009年2月号）
- 霧ケ峰涼の屋上密室（2009年7月号）
- 霧ケ峰涼の絶叫（2010年12月号）
- 霧ケ峰涼の二度目の屈辱（2010年5月号）

### 探偵部への挑戦状 放課後はミステリーとともに
『月刊ジェイ・ノベル』（実業之日本社）にて不定期に掲載された。
- 霧ケ峰涼と渡り廊下の怪人（2011年8月号）
- 霧ケ峰涼と瓢箪池の怪事件（2011年11月号、「霧ケ峰涼の学園祭騒動記」を改題）
- 霧ケ峰涼への挑戦（2012年3月号、「霧ケ峰涼の学園祭騒動記（ミスコン篇）」を改題）
- 霧ケ峰涼と十二月のUFO（2012年7月号）
- 霧ケ峰涼と映画部の密室（2012年11月号）
- 霧ケ峰涼への二度目の挑戦（2013年3月号）
- 霧ケ峰涼とお礼参りの謎（2013年7月号）

## ラジオドラマ
NHK-FM放送「青春アドベンチャー」にて2011年9月から10月にラジオドラマ化された（全10回）。
また、2014年5月には続編となる『放課後はミステリーとともに『探偵部への挑戦状』』が制作、放送された（全10回）。
放課後はミステリーとともに
| 放送日程 - 第1回：2011年9月26日 - 第2回：2011年9月27日 - 第3回：2011年9月28日 - 第4回：2011年9月29日 - 第5回：2011年9月30日 - 第6回：2011年10月3日 - 第7回：2011年10月4日 - 第8回：2011年10月5日 - 第9回：2011年10月6日 - 第10回：2011年10月7日 | 出演者 - 霧ケ峰涼 - 朝倉あき - 木下ほうか - きたろう - 上田耕一 - 野波麻帆 - 中原果南 - 藤本喜久子 ほか | スタッフ - 脚色 - 福田卓郎 - 演出 - 佐々木正之 - 技術 - 若林政人 - 音響効果 - 菊地亮、石川恭男 - 選曲 - 黒田賢一 |

放課後はミステリーとともに『探偵部への挑戦状』
| 放送日程 - 第1回：2014年5月12日 - 第2回：2014年5月13日 - 第3回：2014年5月14日 - 第4回：2014年5月15日 - 第5回：2014年5月16日 - 第6回：2014年5月19日 - 第7回：2014年5月20日 - 第8回：2014年5月21日 - 第9回：2014年5月22日 - 第10回：2014年5月23日 | 出演者 - 朝倉あき - 木下ほうか - 堀田勝 - 松田悟志 - 大後寿々花 - 山口翔悟 - 中山卓也 - 石原あつ美 - 萩原利映 - 亀田佳明 - 髙橋耕次郎 - 上田桃子 - 山崎美貴 - 長村航希 - 矢野奨吾 - 上川路啓志 - 豊永利行 - 柳橋朋典 - 榊英訓 - 佐川和正 - 吉田亜子 - 斉藤祐一 - 白井美貴 | スタッフ - 脚色 - 福田卓郎 - 演出 - 佐々木正之 - 技術 - 林晃広、若林政人 - 音響効果 - 米本満、菊地亮 - 選曲 - 黒田賢一 |

## ドラマCD
モモグレよりドラマCD『放課後はミステリーとともに』が2011年12月29日に発売された。
- 霧ケ峰涼 - 福山潤[8]
- 石崎浩見 - 森川智之[8]
- 斉藤健太 - 立花慎之介[8]
- 江川警備員 - 岸尾だいすけ[8]
- 勝田用務員 - 神奈延年[8]
- 城ノ内室長 - 高木渉[8]
- 藤瀬正一 - 谷山紀章[8]
- 水原真由美 - 柿原徹也[8]

## 漫画
5人の漫画家が作画を手がけた『コミック版 放課後はミステリーとともに』が2012年4月25日に発売された。
「霧ヶ峰涼とエックスの悲劇」（作画：若狭たけし）、「霧ヶ峰涼の逆襲」（作画：由河朝巳）、「霧ヶ峰涼の放課後」（作画：井荻寿一）、「霧ヶ峰涼と見えない毒」（作画：堀口純男）、「霧ヶ峰涼の屋上密室」（作画：凪妖女）が収録されている。
- 若狭たけし・由河朝巳・井荻寿一・堀口純男・凪妖女（作画）、東川篤哉（原作） 『コミック版 放課後はミステリーとともに』 実業之日本社〈マンサンコミックス〉
  - 2012年4月25日発売、ISBN 978-4-408-17389-4

## オーディオブック
kikubonより『放課後はミステリーとともに』が2021年7月14日、『探偵部への挑戦状 放課後はミステリーとともに』が2021年10月22日に配信開始された。朗読は浅井晴美。

## テレビドラマ
2012年4月23日から6月25日まで、新設されたTBSのドラマNEO枠（毎週月曜日24:20 - 24:59 (JST)）にて放送された。作中随所に他作品のパロディが組まれている。キャッチコピーは、「真実は、9回裏までわからない。」このことから、野球にたとえて、前後編2話完結（第4回だけ1話完結）のスタイルを「表/裏」（表が前編、裏が後編）とした。
2012年10月3日にDVD-BOXが発売。

### キャスト

#### 私立鯉ヶ窪学園
霧ケ峰 涼
演 - 川口春奈（少女期：椎名るか）
2年。探偵部副部長。広島東洋カープ好きの（生徒手帳には、現役時代の衣笠祥雄の写真を入れている）のミステリーファン。
石崎 浩見
演 - 速水もこみち
探偵部顧問。生物担当教諭。宇宙マニア。訳のわからない怪しげな科学実験をしている。生物準備室の冷蔵庫に、マリコと名付けた女性の人形を隠しているが、あくまでも彼女だと言い張る。
高林 奈緒子
演 - 広瀬アリス
涼の親友。学級委員と陸上部マネージャーを務める。
荒木田 聡史
演 - 間宮祥太朗
涼のリトルリーグ時代からのライバル。非行に走り、野球を辞めてしまう。

#### 警察
烏山 千歳
演 - 入山法子
警部。祖師ヶ谷の上司。サディスティックな一面がある。
祖師谷 大蔵
演 - 高嶋政伸
巡査部長。自称警部。年下だがキャリアの烏山に逆らうことが出来ず顎で使われている。

#### その他生徒
- 前田 智 - 一条龍之介
- 小菅 仁 - 小俣一生
- 本田 博明 - 佐藤宏一
- 三島 裕二 - 南羽翔平
- 工藤 美咲 - 房みどり

#### ゲスト
- 1回表 / 裏 
  - 足立 駿介（私立鯉ヶ窪学園陸上部員） - 永瀬匡
  - 西原 恭子（ペットショップ店員） - 井村空美
  - 西原 芳江（恭子の義母・三味線師範） - シルビア・グラブ
  - 西原 昭二（恭子の父親・西部劇ファン） - 田村泰二郎
  - 西原 繁之（恭子の夫・婿養子） - 須田邦裕
  - 西原 剛史（恭子の異母兄弟・私立鯉ヶ窪学園吹奏楽部員） - 松山誉
  - 西原 大輔（恭子の異母兄弟・巨人ファン） - 畠山紫音
- 2回表 / 裏
  - 藤瀬 正一（芸能記者・猫恐怖症） - モロ師岡
  - 水原 真由美（劇団遊撃手団員） - 藤村聖子
  - 三島 ハルヒコ（劇団遊撃手団員） - 加藤慶祐
  - 南 ユリナ（劇団遊撃手団員） - 村上友梨
  - 安藤 タケル（劇団遊撃手団員） - 未来弥
  - 武村 理恵（南ユリナの付き人） - 児玉磨利
  - 植田 ヒロキ（劇団遊撃手衣装担当） - 山本圭祐
  - 江川 清（YG警備保障・私立鯉ヶ窪学園警備員） - 中田真弘（4回表 / 裏）
- 3回表 / 裏
  - 門倉 新之助（門倉不動産創業者・奈緒子の祖父） - 黒部進
  - 門倉 俊之（門倉不動産社長・新之助の息子） - 温水洋一
  - 門倉 典子（ジュエリーデザイン会社経営・俊之の妻） - 斎藤陽子
  - 門倉 照也（俊之の息子） - 堀井新太
  - 松本 弘江（門倉家の家政婦） - あらいすみれ
- 4回表 / 裏
  - 宮本 しおり（私立鯉ヶ窪学園3年） - 紗也
  - 原 三輪子（私立鯉ヶ窪学園1年） - 篠原愛実
  - 近藤 アサミ（私立鯉ヶ窪学園1年） - 宮田はるか
  - 山浦 和也（私立鯉ヶ窪学園生徒会役員） - 久野雅弘
  - 森野 美沙（私立鯉ヶ窪学園美術部部長・涼の幼なじみ） - 赤沼夢羅
- 5回表 / 裏
  - 野田 栄子（教育実習生・国語担当） - 木村文乃
  - 加藤 美奈（私立鯉ヶ窪学園2年） - 小池里奈
  - 八木 広明（教育実習生・体育担当） - 井上正大
  - 倉橋 翼（私立鯉ヶ窪学園サッカー部員） - 斉藤秀翼
  - 土屋 一彦[注 1]（私立鯉ヶ窪学園1年1組） - 佐藤和也

### スタッフ
- 原作 - 東川篤哉『放課後はミステリーとともに』（実業之日本社）
- 脚本 - 泉澤陽子、鳴門真規
- 演出 - 武藤淳、大澤祐樹
- 演出補 - 渡部篤史、関根淳、河野博明、海上綾
- 音楽 - 遠藤浩二
- 主題歌 - 9nine「流星のくちづけ」（SME Records）
- 音楽コーディネーター - 溝口大悟
- 音響効果 - 橋本正明
- 校歌作曲 - yukaD
- 校歌作詞 - 亀山公亮
- トランペット演奏 - 園部愛子、高橋三太、鈴木翔大、山崎亜里、荒井萌華
- オンデマンド - 田澤保之、木田彩子、平野志郎、松本将典
- CG - 鳥尾美里、小垣貴裕
- 協力 - 広島東洋カープ、オリエント工業
- 写真協力 - みずま工房
- 科学監修 - 甲谷保和
- 応援団指導 - 熊谷高校應援團OB（第62代団長井瀬拓哉）
- アクション - カラサワイサオ
- イラストレーター - 門脇貴浩
- 校章デザイン - 柴谷麻以
- チーフプロデューサー - 杉山剛（ソニー・ミュージックエンタテインメント）、十二竜也
- プロデューサー - 神戸明（東宝映画）
- プロデューサー補 - 小山杏里、川口舞
- アソシエイトプロデューサー - 杉浦美奈子
- 特別協力 - ソニー・ミュージックエンタテインメント
- 制作協力 - 東宝映画
- 製作著作 - TBS

### サブタイトル
| 各話                                                      | 放送日（TBS） | サブタイトル                    | 脚本     | 演出     |
| --------------------------------------------------------- | ------------- | ------------------------------- | -------- | -------- |
| 1回表                                                     | 2012年4月23日 | UFO殺人事件!〜X山ファイル〜     | 泉澤陽子 | 武藤淳   |
| 1回裏                                                     | 2012年4月30日 | UFO殺人事件!〜X山ファイル〜     | 泉澤陽子 | 武藤淳   |
| 2回表                                                     | 2012年5月7日  | 人間消失!〜ゼロな焦点〜         | 泉澤陽子 | 武藤淳   |
| 2回裏                                                     | 2012年5月14日 | 人間消失!〜ゼロな焦点〜         | 泉澤陽子 | 武藤淳   |
| 3回表                                                     | 2012年5月21日 | 毒殺の館!〜華麗なる一族の陰謀〜 | 鳴門真規 | 大澤祐樹 |
| 3回裏                                                     | 2012年5月28日 | 毒殺の館!〜華麗なる一族の陰謀〜 | 鳴門真規 | 大澤祐樹 |
| 4回表/裏                                                  | 2012年6月4日  | 間違い殺人!〜Eの悲劇〜          | 泉澤陽子 | 武藤淳   |
| 5回表                                                     | 2012年6月18日 | 密室殺人!〜告白します〜         | 泉澤陽子 | 武藤淳   |
| 5回裏                                                     | 2012年6月25日 | 密室殺人!〜告白します〜         | 泉澤陽子 | 武藤淳   |
| 平均視聴率 1.5%（視聴率は関東地区・ビデオリサーチ社調べ） |               |                                 |          |          |

- 4回表/裏は1話にまとめて放送。

### ネット局・放送時間
| 放送対象地域   | 放送局                    | 放送期間                | 放送日時           | ナビ番組放送日時      | 備考       |
| -------------- | ------------------------- | ----------------------- | ------------------ | --------------------- | ---------- |
| 関東広域圏     | TBSテレビ（TBS）          | 2012年4月23日 - 6月25日 | 月曜 24:20 - 24:59 | 4月16日 24:20 - 24:59 | 製作局     |
| 静岡県         | 静岡放送（SBS）           | 2012年4月23日 - 6月25日 | 月曜 24:20 - 24:59 | 4月16日 24:20 - 24:59 | 同時ネット |
| 近畿広域圏     | 毎日放送（MBS）           | 2012年5月1日 - 6月26日  | 火曜 26:40 - 27:20 | 4月24日 26:40 - 27:20 |            |
| 北海道         | 北海道放送（HBC）         | 2012年4月29日 - 7月1日  | 日曜 24:56 - 25:35 | 4月22日 24:56 - 25:35 |            |
| 中京広域圏     | 中部日本放送（CBC）       | 2012年4月30日 - 7月2日  | 月曜 24:50 - 25:30 | 4月23日 25:10 - 25:50 |            |
| 岡山県・香川県 | 山陽放送（RSK）           | 2012年5月4日 - 7月13日  | 金曜 24:55 - 25:35 | 4月27日 24:55 - 25:35 |            |
| 富山県         | チューリップテレビ（TUT） | 2012年5月6日 - 7月8日   | 日曜 24:50 - 25:29 | なし                  |            |
| 石川県         | 北陸放送（MRO）           | 2012年5月7日 - 7月9日   | 月曜 24:25 - 25:10 | 4月30日 24:50 - 25:35 |            |
| 鹿児島県       | 南日本放送（MBC）         | 2012年5月21日 - 7月23日 | 月曜 24:10 - 24:50 | なし                  |            |
| 愛媛県         | あいテレビ（ITV）         | 2012年7月9日 - 9月3日   | 月曜 23:50 - 24:29 | なし                  |            |
| 広島県         | 中国放送（RCC）           | 2012年7月15日 - 9月9日  | 日曜 25:20 - 26:00 | なし                  |            |

| TBS ドラマNEO                                                                                         | TBS ドラマNEO                                          | TBS ドラマNEO                              |
| 前番組                                                                                                | 番組名                                                 | 次番組                                     |
| --- | ------------------------------------------------------ | ------------------------------------------ |
| 枠設立前につき無し                                                                                    | 放課後はミステリーとともに （2012年4月23日 - 6月25日） | 走馬灯株式会社 （2012年7月16日 - 9月17日） |
| TBS 月曜24:20 - 24:59枠                                                                               |                                                        |                                            |
| カミスン! ※23:50 - 24:50ビジネス・クリック ※24:50 - 24:55週刊EXILE ※24:55 - 25:25 【4分繰り下げ継続】 | 放課後はミステリーとともに 【ここからドラマ枠】        | 走馬灯株式会社                             |